# 馬些路·比爾沙
馬些路·艾拔圖·比爾沙·卡尔德拉（西班牙語：Marcelo Alberto Bielsa Caldera；1955年7月21日—）是一名阿根廷前足球運動員，司職後衛，曾執教阿根廷國家隊、智利國家隊、西甲畢爾包、法甲馬賽、意甲球隊拉素和英超球會列斯聯。

## 榮譽

### 執教生涯
紐維爾舊生
- 阿根廷足球甲級聯賽：1990–91、1992春季
- 南美自由盃 亞軍：1992

沙士菲
- 阿根廷足球甲級聯賽: 1998春季[2]

阿根廷國家隊
- 奧運會男子足球金牌：2004年
- 美洲盃亞軍：2004

畢爾包
- 歐霸盃亞軍：2011–12

列斯聯
- 英格蘭足球冠軍聯賽：2019–20[3]

個人
- IFFHS 世界最佳国家队教练：2001[4]
- 南美年度最佳教练: 2009[5]
- 英格蘭足球冠軍聯賽每月最佳領隊：2018年8月、2019年11月
- 國際足協公平競技獎：2019[6]

## 外部連結
- Athletic Bilbao profile
- BDFutbol profile （页面存档备份，存于）
- Transfermarkt profile （页面存档备份，存于）
- 2010 FIFA World Cup profile （页面存档备份，存于）